# Christopher Williams (wielrenner)
Christopher Williams (Brisbane, 10 november 1981) is een Australisch wielrenner die anno 2018 rijdt voor Team Novo Nordisk. Net als de rest van die ploeg lijdt hij aan diabetes mellitus.

## Carrière
Toen Williams 27 jaar was werd hij gediagnosticeerd met suikerziekte, dit gebeurde nadat hij vlak na een wedstrijd in elkaar was gestort en naar het ziekenhuis was gebracht. De dokters raadden hem aan drie maanden niet te fietsen, maar enkele dagen later zat Williams al op de fiets. In 2011 tekende hij een contract bij Champion System.
In 2013 tekende hij een profcontract bij Team Novo Nordisk, dat volledig uit diabeten bestaat.
In 2015 wist hij tweede te worden in het bergklassement van de Ronde van Estland, met evenveel punten als de Letse winnaar Viesturs Lukševics.

## Resultaten in voornaamste wedstrijden
| Jaar | Milaan-San Remo |
| ---- | --------------- |
| 2015 | opgave          |
| 2016 | 154e            |

## Ploegen
- 2010 –  CKT Tmit-Champion System (vanaf 21-10)
- 2011 –  Champion System
- 2013 –  Team Novo Nordisk
- 2014 –  Team Novo Nordisk
- 2015 –  Team Novo Nordisk
- 2016 –  Team Novo Nordisk
- 2017 –  Team Novo Nordisk
- 2018 –  Team Novo Nordisk

Arakelyan · Beuchat · Boillat · Burghardt · Herz · Jörg · Kharatyan · Kirsipuu · Korkotyan · Locke · Matsuo · Mkrtchyan · Ojavee · Stauder · Wang · Williams
Beuchat · Boillat · Bourgeouis · Burghardt · D.M.Chau · W.M.Chau · Fankhauser · Friedemann · Gollman · Kirsipuu · Locke · Ojavee · Tang · Tazreiter · Williams · Wong · Wu
Ambrose · Cherhal · Clancy · Cremers · De Mesmaeker · Dilley · Glasspool · Henttala · de Keijzer · Lefrançois · Lozano · Mejías · Peron · Planet · Raeymaekers · Strobel · Verschoor · Williams · Kamstra (stagiair)
Ambrose · Benhamouda · Cherhal · Clancy · Cremers · De Mesmaeker · Dilley · Glasspool · Henttala · Kamstra · de Keijzer · Lefrançois · Lozano · Mejías · Peron · Planet · Verschoor · Williams · van IJzendoorn (stagiair) · Valognes (stagiair)
Benhamouda · Calabria · Cherhal · Clancy · Gioux · Henttala · van IJzendoorn · Kamstra · de Keijzer · Lozano · McClure · Mejías · Peron · Planet · Poli · Valognes · Verschoor · Williams · Brand (stagiair)
Benhamouda · Brand · Calabria · Clancy · Gioux · Henttala · van IJzendoorn · Kamstra · Lozano · McClure · Mini · Peron · Planet · Poli · Valognes · Williams
- Gemeinsame Normdatei: 1140172700
- Virtual International Authority File: 5255148523907420970009
- WorldCat: E39PBJxxcCpWPGbR3YmFxY6R8C